# The Hard Way (album de 213)
Pour les articles homonymes, voir The Hard Way.
Albums par Snoop Dogg
Paid tha Cost to Be da Boss
(2002) R&G (Rhythm & Gangsta): The Masterpiece
(2004)
Albums par Warren G
Return of the Regulator
(2001) In the Mid-Nite Hour
(2005)
Albums par Nate Dogg
Nate Dogg
(2003)
Singles
1. So Fly
Sortie : 6 juillet 2004
2. Groupie Luv
Sortie : 2004

The Hard Way est l'unique album studio du groupe 213, composé des rappeurs Warren G, Snoop Dogg et Nate Dogg.

## Liste des titres
| No  | Titre                                                  | Producteur(s)                   | Durée |
| --- | ------------------------------------------------------ | ------------------------------- | ----- |
| 1.  | Intro                                                  | Fredwreck                       | 1:49  |
| 2.  | Twist Yo Body (featuring Dion)                         | Hi-Tek                          | 3:28  |
| 3.  | Absolutely                                             | Quazedelic                      | 4:00  |
| 4.  | Keep It Gangsta                                        | B Sharp                         | 4:36  |
| 5.  | Run On Up                                              | Tha Chill                       | 3:33  |
| 6.  | Groupie Luv                                            | DJ Pooh                         | 3:52  |
| 7.  | Lonely Girl                                            | Nottz                           | 4:04  |
| 8.  | Another Summer                                         | Kanye West                      | 4:12  |
| 9.  | 213 tha Gangsta Clicc                                  | Josef Laimberg                  | 3:52  |
| 10. | Gotta Find a Way                                       | Lil' ½ Dead, Terrace Martin     | 3:25  |
| 11. | Ups & Downs                                            | B Sharp, tha Chill              | 3:53  |
| 12. | Joysticc                                               | Terrace Martin, Marlon Williams | 4:48  |
| 13. | Rick James (interlude) (interprété par Dave Chappelle) | Fredwreck                       | 0:36  |
| 14. | Mary Jane                                              | Quazedelic                      | 3:48  |
| 15. | MLK                                                    | B Sharp                         | 3:44  |
| 16. | Lil Girl                                               | Michael Angelo                  | 3:19  |
| 17. | My Dirty Ho                                            | J-Hen                           | 4:12  |
| 18. | Appreciation                                           | J-Hen                           | 4:06  |
| 19. | So Fly                                                 |                                 | 4:07  |

| 20. | Whistle While You Hustle (featuring Daz Dillinger & Soopafly) | Jelly Roll | 2:35 |

## Samples
- Another Summer contient un sample de Intimate Friends d'Eddie Kendricks[1].
- So Fly contient un sample de You Are Number One des Whispers et de So Gone de Monica.
- Lonely Girl contient un sample de It's Time for Peace by Hamilton Bohannon.
- Keep It Gangsta contient un sample de Black Cow de Steely Dan, de Deeez Nuuuts de Dr. Dre & Snoop Dogg feat. Daz Dillinger, Nate Dogg & Warren G et de Real Niggaz (Intro) de N.W.A.
- Gotta Find a Way contient un sample de Rejoice de The Emotions et de Never Give You Up de Jerry Butler.
- Groupie Luv contient un sample de Chameleon de Herbie Hancock, de You Are My Starship de Dazz Band et de Area Codes de Ludacris feat. Nate Dogg.
- Joysticc contient un sample de Juicy Fruit de Mtume et de Rock Steady des Whispers.
- Mary Jane contient un sample de Mary Jane de Rick James.
- My Dirty Ho contient un sample de The Rain d'Oran « Juice » Jones et de Lacrimosa Dies Illa titré du Requiem de Wolfgang Amadeus Mozart.
- Lil Girl contient un sample de Yo' Little Brother de Nolan Thomas.

## Classements
| Titre        | Position   | Position         | Position | Position             | Position                        | Position          | Position                 |
| Titre        | US Hot 100 | US R&B / Hip-Hop | US Rap   | R&R Rhythmic Airplay | Nouvelle-Zélande Top 50 Singles | Australie Top 100 | World R&B Top 30 Singles |
| ------------ | ---------- | ---------------- | -------- | -------------------- | ------------------------------- | ----------------- | ------------------------ |
| So Fly       | -          | -                | -        | 27                   | -                               | -                 | -                        |
| Groupie Love | -          | 48               | 24       | 23                   | 16                              | 39                | 23                       |

| Album        | Position   | Position                  | Position                | Position          | Position          | Position       | Position      |
| Album        | US Top 200 | US Top R&B/Hip-Hop Albums | Nouvelle-Zélande Top 50 | Australie Top 100 | Allemagne Top 100 | Suisse Top 100 | Canada Top 50 |
| ------------ | ---------- | ------------------------- | ----------------------- | ----------------- | ----------------- | -------------- | ------------- |
| The Hard Way | 4          | 35                        | 21                      | 50                | 34                | 33             | 3             |